# 涧沟镇
涧沟镇，是中华人民共和国安徽省六安市寿县下辖的一个乡镇级行政单位。

## 行政区划
涧沟镇下辖以下地区：
顾寨街道社区、农民城街道社区、方圩街道社区、涧沟村、张郢村、蒋庙村、黑龙村、顾楼村、龙头村、菱角村和朱厂村。